# Beyşehir
Beyşehir (grafia oficial en turc; de vegades apareix com a Beyshehir, Beyshehri o Beyşehri) és una ciutat de Turquia a la província de Konya a la regió d'Anatòlia Central. És cap d'un districte. Es troba a la costa sud del Llac Beyşehir. La població el 2000 era de 41.312 habitants, i el districte de 118.144 habitants.

## Història
L'existència de restes hitites no lluny de la ciutat proven el domini hitita a la regió. En època clàssica era part de Psídia i probablement correspondria a l'antiga Karalla o Caràl·lia, ja que el llac era conegut com a Karalis. Però com que existeix un llogaret de nom Kirilli a la riba nord-est, no es pot assegurar, doncs Karalla és esmentada com a part de Pamfília si bé a la vora del llac, que abans devia ser més gran.
La ciutat actual fou fundada pel sultà seljúcida Kaykubad I (1219-1237) com a Viranxehir (ciutat desolada); el 1300 va passar als beilicats d'Hamid, que li van donar el nom de Suleymanshehir i la van haver de defensar contra el Beylik de Karaman-oğlu. Com a residència dels Aixràfides va prendre el nom de Beyxehri. El 1381, Beyşehir i altres viles foren comprades pel sultà Murat I a Kemal al-Din Husayn d'Hamid el 1381. Després de la batalla d'Ankara el juliol de 1402 va passar a mans dels Karaman-oğhlu, però els otomans la van reconquerir sota Mehmet I (1413-1421) i definitivament el 1443.
El 1935 tenia 2.620 habitants.